# ذا ريفليكشن
ذا ريفليكشن (باليابانية: ザ・リフレクション، بالروماجي:  Za rifurekushon) (بالإنجليزية: THE REFLECTION)‏ هو مسلسل أنمي تلفزيوني مشترك بين اليابان والولايات المتحدة، وإنتاج ستوديو دين، عرض في اليابان من 22 يوليو إلى 7 أكتوبر 2017، على NHK-G، وتكون من 12.

## القصة
بعد تعرض العالم لحادثة ريفليكشن، حصل بعض الناس على قوى خارقة. بعضهم سخرها للخير، وآخرون للشر.

## الشخصيات

### الشخصيات الرئيسية
- إكس-أون
- آي-غاي
- إليانور إيفانز
- ليزا ليفينغستون

### الريفليكتد الأشرار
- ريث
- فليمينغ فيوري
- ستيل رولر
- ديد وينغ

### شخصيات أخرى
- مستر ميستيك
- كاناي، هيرونا، أوكي وساياكا

## طاقم الإنتاج
- تأليف الفكرة الأصلية: ستان لي، هيروشي ناغاهاما
- الإخراج: هيروشي ناغاهاما
- تأليف الحبكة: ياسويوكي سوزوكي
- تصميم الشخصيات: يوشيهيكو أوماكوشي
- إخراج الرسوم المتحركة الرئيسي: ماساكي يامادا
- الإخراج الفني: هيساهارو إيجيما
- إخراج التصوير: شو يونيزاوا
- إخراج CGI: كانا إيماغاكي
- المونتاج: ماساهيرو ماتسومورا
- إخراج الصوت: كازويا تاناكا
- الموسيقى: تريفور هورن
- إنتاج الرسوم المتحركة: ستوديو دين
- إنتاج: لجنة إنتاج ذا ريفليكشن

## وصلات خارجية
- ذا ريفليكشن على موقع IMDb (الإنجليزية)
- ذا ريفليكشن على موقع كينوبويسك (الروسية)
- ذا ريفليكشن على موقع قاعدة بيانات الفيلم (الإنجليزية)
- ذا ريفليكشن على موقع ANN anime (الإنجليزية)

- الموقع الرسمي
- صفحة IMDb